# Глоссарий по стратегическому аудиту
Эта статья содержит список терминов, связанных со стратегическим подходом к государственному аудиту, применение которого было закреплено в "Московской декларации" Международной организации высших органов аудита. В Российской Федерации стратегический аудит осуществляется Счетной палатой Российской Федерации в рамках полномочий по осуществлению контрольной и экспертно-аналитической деятельности , а также полномочий в сфере стратегического планирования .

## Стейкхолдеры
Выгодоприобретатели — группы граждан, организаций, потребности или интересы которых целенаправленно, косвенно или непреднамеренно затрагиваются программами или прямым государственным воздействием.
Перечень стейкхолдеров — описание социальных групп, которые либо вовлечены
в реализацию государственной политики (сотрудники органов власти, представители социальных служб, работники финансируемой НКО или участвующего в реализации проекта бизнеса и т. д.), либо являются получателями благ, создаваемых в результате реализации этой политики.
Участники стратегического управления  — объекты стратегического аудита - участники стратегического планирования, включая сформированные в их составе органы управления проектной деятельностью, Банк России, государственные корпорации, а также иные органы и организации, в отношении которых Счетная палата Российской Федерации вправе осуществлять внешний государственный аудит (контроль) в пределах своих полномочий, установленных законодательством Российской Федерации.
Целевая аудитория — аудитория, на которую направлено действие государственной политики.

## Логическая структура
Государственная политика  —  высокоагрегированный согласованный и обоснованный комплекс мер и мероприятий, а также формирующие их процессы и инструменты их реализации, направленные на достижение целей социально-экономического развития и объединенные одной областью воздействия.
Группа мер  — совокупность мер в рамках единой стратегии государственной политики в контексте достижения НЦ по повышению доходов и снижению уровня бедности населения.
Дерево проблем  — анализ ситуаций и причин возникновения ключевых проблем, на решение которых направлен анализируемый (проектируемый) инструмент государственной политики.
Допущения  — события и условия, выполнение которых необходимо для существования причинно-следственной связи между реализацией мер госполитики и всеми видами ожидаемых результатов.
Издержки  — ресурсы необходимые для активизации механизма изменений..
Итоговые эффекты — планируемые или фактические средне- и долгосрочные социально-экономические изменения. К итоговым эффектам относятся широкомасштабные изменения общегосударственного характера (состояния общества, общественных отношений, экономики и социальной сферы, системы государственного управления).
Инструменты государственной политики  — государственные программы Российской Федерации (далее также – ГП); федеральные целевые программы (далее – ФЦП); ведомственные целевые программы (далее – ВЦП); национальные проекты (далее также – НП); федеральные проекты (далее также – ФП); государственные программы субъектов Российской Федерации, региональные проекты; различные пилотные проекты субъектов Российской Федерации.
Карта данных  — элемент рабочей документации составляемый по итогам предварительного исследования для систематизации информации о наличии и надежности данных, уместности предполагаемых инструментов сбора данных.
Карта изменений (карта результатов) — это описание последовательной̆ цепочки ожидаемых результатов применения инструмента государственной̆ политики, которая связывает ресурсы (мероприятия и издержки) и результаты (непосредственные результаты, отклик, конечные результаты, итоговые эффекты).
Конечный результат — совокупность значимых изменений, возникающих у выгодоприобретателей после использования непосредственных результатов.
Мера государственной политики — совокупность мероприятий, определенная в границах области воздействия государственной политики и образующая более сложный (в отличие от мероприятия) функциональный трансформационный механизм создания ценности для целевых аудиторий в контексте достижения НЦ.
Мероприятие — минимальная структурная единица, агрегирующая действия государства, которые направлены на решение локальных задач и формирование промежуточных (краткосрочных и среднесрочных) результатов государственной политики. Реализация мероприятия полноценно не формирует конечную ценность для целевых групп, на которые направлено действие государственной политики.
Матрица дизайна стратегического аудита — элемент рабочей документации для систематизации в табличном виде определенных в ходе подготовительного этапа целей, вопросов и критериев стратегического аудита, методов (количественные, качественные), ограничений, ожидаемых результатов аудита, предварительных выводов и рекомендаций.
Матрица результатов стратегического аудита — элемент рабочей документации для сбора основных составляющих частей отчета в структурированном виде, в рамках которого результаты и информация, полученные в ходе стратегического аудита, а также сформулированные выводы и рекомендации, в разрезе каждого вопроса мероприятия систематизируются в табличной форме.
Непосредственный результат — конкретные продукты, формируемые вследствие реализации программ и (или) прямого государственного воздействия и возможные для использования выгодоприобретателями. К непосредственным результатам относятся продукты всех видов деятельности участников стратегического управления, в том числе материальные ценности (объекты инфраструктуры, оказанные услуги и т.д.) и нематериальные ценности (механизмы правового регулирования, интеллектуальные права и т.д.), продукты законотворческой деятельности.
Программно-целевой стратегический инструмент — утвержденный участником стратегического управления, вышестоящим или иным уполномоченным органом (организацией) на определенный срок документ, определяющий стратегические цели и (или) разработанный для их реализации, содержащий мероприятия, финансовые и иные ресурсы, предусмотренные для достижения стратегических целей в различных сферах (отраслях) социально-экономического развития Российской Федерации, включая секторы финансового рынка Российской Федерации.
Прямое государственное воздействие — фактическая деятельность участников стратегического управления в рамках реализации своих функций и полномочий.
Риски  —  противоположность допущений. При реализации рисков причинно- следственная связь нарушается.
Стратегические цели — характеризующиеся качественными и (или) количественными характеристиками целевые состояния социально-экономического развития и (или) сферы национальной безопасности, включая национальные цели развития Российской Федерации, установленные актами Президента Российской Федерации, цели, установленные в документах стратегического планирования, разрабатываемых в рамках целеполагания, планирования и программирования на федеральном уровне, а также цели национальных (федеральных) проектов (программ), стратегий деятельности и иных стратегических документов Банка России, государственных корпораций, компаний с государственным участием, цели устойчивого развития, иные цели государственной политики Российской Федерации в различных сферах.
Трансформационный механизм  —  причинно-следственная связь, лежащая в основе создания ценности для целевой аудитории и обосновывающая способ достижения итоговых эффектов, возможный для реализации через направленные действия государства.
Управленческий разрыв  —  ситуация, при которой при формальном достижении показателей не достигается изначально запланированный социально-экономический эффект.

## Инструменты оценки, измерения, анализа
Валидность  — означает обоснованность и пригодность применения методик и результатов исследования к конкретным условиям аудита.
Качественные данные  —  это данные, описывающие атрибуты или свойства, которыми обладает объект. Свойства разделены на классы, которым могут быть присвоены числовые значения. Однако сами значения данных не имеют значения, они просто представляют атрибуты рассматриваемого объекта.
Качественные методы исследования — включают в себя интервью, фокус-группы, метод кейсов и ряд друших методов, общей целью которых является развитие понимание и оценку концептуального и бихивиорального контекста аудита. Используются для обработки неструктурированных и не числовых данных. 
Количественные данные —  это данные, выражающие определенное количество или диапазон. Обычно с данными связаны единицы измерения, например метры, в контексте роста человека. К таким данным возможно применять арифметические операции.
Количественные методы исследования  — методы основанные на математических, статистических и автоматизированных способах обработки данных. Целью таких методов выступает выработка математическиз моделей, создание и проверка гипотез относительно объекта исследования. 
Надежность  — надежными считаются критерии, которые при применении в аналогичных обстоятельствах разными инспекторами позволяют выполнить последовательную оценку или измерение оцениваемого аспекта предмета стратегического аудита, включая при необходимости представление и раскрытие используемой информации.
Нейтральность — результатом применения нейтральных критериев является получение непредвзятой информации.
Перечень показателей — индикаторы, позволяющие качественно или количественно оценить достижение результатов, включенных в карту результатов. Важно, что в рамках этого подхода они чаще сформулированы не как ключевые показатели эффективности (КПЭ), а как характеристики с потенциальными источниками данных.
Понятность — результатом применения понятных критериев является получение информации, на основе которой делается суждение, доступное для понимания.
Уместность — означает, что доказательства имеют логическую связь с целями и вопросами мероприятия и значимы для достижения целей мероприятия.

## Критерии
Критерии влияния (вклада) — отражают степень, в которой программа или прямое государственное воздействие явились причиной или, как ожидается, послужат причиной значительных системных (структурных) социально-экономических последствий (эффектов). Такие критерии отражают причинно-следственные связи (трансформационные механизмы) программы, включая выявление социальных, экологических и экономических и иных последствий, которые являются более долгосрочными или более широкими по своему охвату, чем те, которые отражаются в критерии стратегической результативности. Критерии предполагают описание целостных и устойчивых изменений в системах или нормах.
Критерии обоснованности — отражают, в какой степени и каким образом обосновано достижение целевых параметров стратегических целей, включая описание причин выбранных подходов к обоснованиям, описание предположений, источников данных, результатов анализа, иных способов проверки и подтверждения обоснований (доказательств).
Критерии охвата (масштаба) — отражают степень распространенности непосредственных и конечных результатов, итоговых эффектов программ и прямого государственного воздействия с точки зрения территориального охвата, охвата домохозяйств, охвата граждан, охвата групп выгодоприобретателей так далее.
Критерии релевантности (актуальности) — отражают, в какой степени непосредственные, конечные результаты программ, итоговые эффекты актуальны для достижения стратегических целей, удовлетворения потребностей, интересов и целей выгодоприобретателей, сохраняется ли соответствие приоритетам при изменении обстоятельств (гибкость и актуализация прямого государственного воздействия в части адаптации к существенным изменениям внешней среды).
Критерии согласованности — отражают уровень комплексности и взаимной непротиворечивости (взаимодополняемости) программ и прямых государственных воздействий, осуществляемых различными участниками стратегического управления, степени скоординированности и сотрудничества по достижению стратегических целей.
Критерии состоятельности стимулов — отражают уровень сбалансированности системы стимулов (намерений) к достижению конечных результатов и итоговых эффектов от реализации стратегических целей. Состоятельность стимулов устанавливается, например, посредством анализа ведомственной и межведомственной вовлеченности в достижение стратегических целей, оценки степени открытости, адекватности установленных мер ответственности за результат, встроенности ведомственных показателей в соответствующие параметры оценки состояния экономики и социальной сферы, характеризующие целевые характеристики реализации стратегических целей. Состоятельность стимулов также может устанавливаться путем оценки степени, в которой целевые группы явились выгодоприобретателями в результате реализации соответствующих программ, прямого государственного воздействия.
Критерии стратегической результативности — определяют степень достижения (достижимости) результатов, наличие логики достижения результатов, ценность конечных результатов для целевых групп вследствие создания и функционирования соответствующих результатов. При этом может определяться полнота результатов, достаточность их перечня, хронология (своевременность) получения, риски и возможности получения результатов.
Критерии устойчивости — отражают степень, в которой достигнутые или ожидаемые конечные результаты и итоговые эффекты длятся или, как ожидается, будут длиться в долгосрочном периоде. Критерий устойчивости направлен на оценку финансового, экономического, социального, экологического и институционального потенциала устойчивости соответствующих результатов и эффектов, необходимого для поддержания и сохранения достигнутых положительных преобразований с течением времени.

## Подходы, теории
Адаптивная государственная политика  — подход к государственной политике как к итеративному процессу экспериментирования с циклами постоянной̆ обратной̆ связи.
Проблемно-ориентированный подход — в рамках которого анализируется наличие проблем (предполагаемых отклонений от критериев), устанавливаются соответствующие причины их возникновения, формулируются рекомендации, направленные на устранение причин возникновения данных проблем.
Результат-ориентированный подход — в рамках которого анализируются фактические или ожидаемые результаты на основе установления критериев и отклонений от них и формулируются рекомендации, направленные на то, чтобы подобные отклонения были исключены.
Стратегический аудит  —  применяется в целях оценки реализуемости, рисков и результатов достижения целей социально-экономического развития Российской Федерации, предусмотренных документами стратегического планирования Российской Федерации.
Теория изменений — это подход к разработке и оценке документов стратегического планирования, мер государственной политики или отдельных проектов и программ, направленный на получение и визуализацию наиболее полного и последовательного перечня действий, необходимых для достижения конечного результата (эффекта). Теорию изменений применяют для фокусировки внешнего агента (правительство в целом, министерство, госкомпания и т. д.) на получении конечного результата для ключевых благополучателей (НКО, бизнес, отдельные социальные группы) по итогам реализации государственной политики (стратегии, меры, программы или проекта). При этом под «теорией» подразумеваются не конкретные научные теории, а вся совокупность предположений о работе трансформационного механизма государственной меры (программы, проекта). Теория изменения является первичным элементом доказательной политики (evidence-based policy making) и потенциальной основой для аудита результативности инструментов государственной политики.